# Danh sách trận chung kết Cúp C1 châu Âu và UEFA Champions League
UEFA Champions League là một giải đấu bóng đá thường niên được thành lập vào năm 1955. Trước mùa giải 1992–93, giải có tên là Cúp C1 châu Âu (European Cup). UEFA Champions League quy tụ những nhà vô địch quốc gia đến từ tất cả các liên đoàn thành viên thuộc Liên đoàn bóng đá châu Âu (UEFA) – ngoại trừ Liechtenstein do quốc gia này không tổ chức giải vô địch quốc gia riêng – cùng với các câu lạc bộ xếp từ hạng nhì đến hạng tư ở những giải vô địch quốc gia hàng đầu. Ban đầu, chỉ những đội vô địch giải quốc gia của mình và đội đương kim vô địch đấu trường cao quý nhất châu Âu cấp câu lạc bộ mới đủ điều kiện tham dự. Song quy định ấy đã được điều chỉnh vào năm 1997, cho phép các đội á quân từ những giải đấu hàng đầu tham gia tranh tài. Bước sang năm 1999, các đội xếp thứ ba và thứ tư từ những giải đấu nói trên cũng được trao quyền góp mặt. Trong kỷ nguyên Champions League, đội vô địch mùa trước không nghiễm nhiên có suất dự mùa giải kế tiếp. Quy định đó chỉ thay đổi vào năm 2005 nhằm tạo điều kiện cho nhà đương kim vô địch Liverpool tiếp tục góp mặt tại sân chơi danh giá này.
Các đội bóng lên đỉnh châu Âu ba lần liên tiếp hoặc năm lần tổng cộng sẽ được trao huy hiệu danh dự (multiple-winner badge). Hiện có sáu câu lạc bộ đã đạt được vinh dự này là Real Madrid, Ajax, Bayern Munich, AC Milan, Liverpool và Barcelona. Trước năm 2009, những câu lạc bộ sở hữu huy hiệu kể trên được phép giữ lại vĩnh viễn chiếc Cúp C1 châu Âu và một chiếc cúp mới sẽ được chế tác để thay thế; nhưng từ năm 2009 trở đi, đội vô địch chỉ nhận được một bản sao kích thước thật của chiếc cúp, còn chiếc cúp gốc được UEFA lưu giữ.
Tính đến nay, đã có 24 câu lạc bộ từng giành chức vô địch Champions League / Cúp C1 châu Âu. Real Madrid đang nắm giữ kỷ lục về số lần vô địch nhiều nhất với 15 lần đăng quang, bao gồm cả mùa giải khởi thủy. Họ còn là đội giành chức vô địch liên tiếp nhiều nhất với 5 danh hiệu từ năm 1956 đến năm 1960. Juventus giữ kỷ lục về số lần á quân với 7 lần thất bại trong trận chung kết. Atlético Madrid là đội duy nhất đá ba trận chung kết nhưng chưa từng đăng quang, trong khi Reims và Valencia đã hai lần vào chung kết nhưng đều thất bại. Tây Ban Nha là quốc gia có nhiều nhà vô địch nhất với 20 danh hiệu đến từ hai câu lạc bộ. Anh có 15 nhà vô địch đến từ kỷ lục 6 câu lạc bộ khác nhau, còn Ý có 12 nhà vô địch đến từ 3 câu lạc bộ. Các đội bóng Anh từng bị cấm tham dự giải đấu trong vòng 5 năm sau thảm họa Heysel năm 1985. Nhà đương kim vô địch là Paris Saint-Germain, đội đã đánh bại Inter Milan với tỷ số 5–0 trong trận chung kết năm 2025.
Mặc dù địa điểm tổ chức trận chung kết được ấn định từ rất lâu trước đó, nhưng đã có bốn lần các câu lạc bộ được thi đấu trận tranh ngôi vương ngay trên chính sân nhà của mình; Real Madrid đoạt Cúp C1 châu Âu lần thứ hai tại sân vận động Santiago Bernabéu vào năm 1957, trong khi Inter Milan cũng đăng quang lần thứ hai trong trận chung kết tại San Siro vào năm 1965. Đến năm 1984, sân vận động Olimpico ở Rome chứng kiến Roma bị Liverpool đánh bại trên chấm luân lưu. Gần đây nhất, vào năm 2012, Allianz Arena là nơi diễn ra trận chung kết giữa Bayern Munich và Chelsea, đại diện nước Anh đã vượt qua chủ nhà Bayern cũng trên loạt sút luân lưu.

## Danh sách trận chung kết
| dagger | Trận đấu kết thúc trong thời gian hiệp phụ |
| *      | Trận đấu kết thúc trên loạt sút luân lưu   |
| &      | Trận đấu kết thúc sau khi đá lại           |

- Cột "Mùa giải" chỉ mùa giải mà giải đấu được tổ chức, và liên kết đến bài viết về mùa giải đó.
- Liên kết ở cột "Tỷ số" định hướng đến bài viết về trận chung kết mùa giải đó.

| Mùa giải  | Quốc gia    | Vô địch             | Tỷ số | Á quân                   | Quốc gia    | Địa điểm                                           | Khán giả |
| --------- | ----------- | ------------------- | ----- | ------------------------ | ----------- | -------------------------------------------------- | -------- |
| 1955–56   | Tây Ban Nha | Real Madrid         | 4–3   | Reims                    | Pháp        | Sân vận động Công viên các Hoàng tử, Paris, Pháp   | 38.239   |
| 1956–57   | Tây Ban Nha | Real Madrid         | 2–0   | Fiorentina               | Ý           | Santiago Bernabéu, Madrid, Tây Ban Nha             | 124.000  |
| 1957–58   | Tây Ban Nha | Real Madrid         | 3–2   | Milan                    | Ý           | Sân vận động Heysel, Brussels, Bỉ                  | 67.000   |
| 1958–59   | Tây Ban Nha | Real Madrid         | 2–0   | Reims                    | Pháp        | Neckarstadion, Stuttgart, Tây Đức                  | 72.000   |
| 1959–60   | Tây Ban Nha | Real Madrid         | 7–3   | Eintracht Frankfurt      | Tây Đức     | Hampden Park, Glasgow, Scotland                    | 127.621  |
| 1960–61   | Bồ Đào Nha  | Benfica             | 3–2   | Barcelona                | Tây Ban Nha | Sân vận động Wankdorf, Bern, Thụy Sĩ               | 26.732   |
| 1961–62   | Bồ Đào Nha  | Benfica             | 5–3   | Barcelona                | Tây Ban Nha | Sân vận động Olympic, Amsterdam, Hà Lan            | 61.257   |
| 1962–63   | Ý           | Milan               | 2–1   | Benfica                  | Bồ Đào Nha  | Sân vận động Wembley, London, Anh                  | 45.715   |
| 1963–64   | Ý           | Inter Milan         | 3–1   | Real Madrid              | Tây Ban Nha | Praterstadion, Viên, Áo                            | 71.333   |
| 1964–65   | Ý           | Inter Milan         | 1–0   | Benfica                  | Bồ Đào Nha  | San Siro, Milan, Ý                                 | 89.000   |
| 1965–66   | Tây Ban Nha | Real Madrid         | 2–1   | Partizan                 | Nam Tư      | Sân vận động Heysel, Brussels, Bỉ                  | 46.745   |
| 1966–67   | Scotland    | Celtic              | 2–1   | Inter Milan              | Ý           | Sân vận động Quốc gia, Lisbon, Bồ Đào Nha          | 45.000   |
| 1967–68   | Anh         | Manchester United   | 4–1   | Benfica                  | Bồ Đào Nha  | Sân vận động Wembley, London, Anh                  | 92.225   |
| 1968–69   | Ý           | Milan               | 4–1   | Ajax                     | Hà Lan      | Santiago Bernabéu, Madrid, Tây Ban Nha             | 31.782   |
| 1969–70   | Hà Lan      | Feyenoord           | 2–1   | Celtic                   | Scotland    | San Siro, Milan, Ý                                 | 53.187   |
| 1970–71   | Hà Lan      | Ajax                | 2–0   | Panathinaikos            | Hy Lạp      | Sân vận động Wembley, London, Anh                  | 83.179   |
| 1971–72   | Hà Lan      | Ajax                | 2–0   | Inter Milan              | Ý           | De Kuip, Rotterdam, Hà Lan                         | 61.354   |
| 1972–73   | Hà Lan      | Ajax                | 1–0   | Juventus                 | Ý           | Sân vận động Sao Đỏ, Belgrade, Nam Tư              | 89.484   |
| 1973–74   | Tây Đức     | Bayern Munich       | 1–1   | Atlético Madrid          | Tây Ban Nha | Sân vận động Heysel, Brussels, Bỉ                  | 48.722   |
| 1973–74   | Tây Đức     | Bayern Munich       | 4–0&  | Atlético Madrid          | Tây Ban Nha | Sân vận động Heysel, Brussels, Bỉ                  | 23.325   |
| 1974–75   | Tây Đức     | Bayern Munich       | 2–0   | Leeds United             | Anh         | Sân vận động Công viên các Hoàng tử, Paris, Pháp   | 48.374   |
| 1975–76   | Tây Đức     | Bayern Munich       | 1–0   | Saint-Étienne            | Pháp        | Hampden Park, Glasgow, Scotland                    | 54.864   |
| 1976–77   | Anh         | Liverpool           | 3–1   | Borussia Mönchengladbach | Tây Đức     | Sân vận động Olimpico, Rome, Ý                     | 57.000   |
| 1977–78   | Anh         | Liverpool           | 1–0   | Club Brugge              | Bỉ          | Sân vận động Wembley, London, Anh                  | 92.500   |
| 1978–79   | Anh         | Nottingham Forest   | 1–0   | Malmö FF                 | Thụy Điển   | Sân vận động Olympic, Munich, Tây Đức              | 57.500   |
| 1979–80   | Anh         | Nottingham Forest   | 1–0   | Hamburger SV             | Tây Đức     | Santiago Bernabéu, Madrid, Tây Ban Nha             | 51.000   |
| 1980–81   | Anh         | Liverpool           | 1–0   | Real Madrid              | Tây Ban Nha | Sân vận động Công viên các Hoàng tử, Paris, Pháp   | 48.360   |
| 1981–82   | Anh         | Aston Villa         | 1–0   | Bayern Munich            | Tây Đức     | De Kuip, Rotterdam, Hà Lan                         | 46.000   |
| 1982–83   | Tây Đức     | Hamburger SV        | 1–0   | Juventus                 | Ý           | Sân vận động Olympic, Athens, Hy Lạp               | 73.500   |
| 1983–84   | Anh         | Liverpool           | 1–1*  | Roma                     | Ý           | Sân vận động Olimpico, Rome, Ý                     | 69.693   |
| 1984–85   | Ý           | Juventus            | 1–0   | Liverpool                | Anh         | Sân vận động Heysel, Brussels, Bỉ                  | 58.000   |
| 1985–86   | Romania     | Steaua București    | 0–0*  | Barcelona                | Tây Ban Nha | Ramón Sánchez Pizjuán, Seville, Tây Ban Nha        | 70.000   |
| 1986–87   | Bồ Đào Nha  | Porto               | 2–1   | Bayern Munich            | Tây Đức     | Praterstadion, Viên, Áo                            | 57.500   |
| 1987–88   | Hà Lan      | PSV Eindhoven       | 0–0*  | Benfica                  | Bồ Đào Nha  | Neckarstadion, Stuttgart, Tây Đức                  | 68.000   |
| 1988–89   | Ý           | Milan               | 4–0   | Steaua București         | Romania     | Camp Nou, Barcelona, Tây Ban Nha                   | 97.000   |
| 1989–90   | Ý           | Milan               | 1–0   | Benfica                  | Bồ Đào Nha  | Praterstadion, Viên, Áo                            | 57.558   |
| 1990–91   | Nam Tư      | Sao Đỏ Belgrade     | 0–0*  | Marseille                | Pháp        | Sân vận động San Nicola, Bari, Ý                   | 56.000   |
| 1991–92   | Tây Ban Nha | Barcelona           | 1–0   | Sampdoria                | Ý           | Sân vận động Wembley, London, Anh                  | 70.827   |
| 1992–93   | Pháp        | Marseille           | 1–0   | Milan                    | Ý           | Sân vận động Olympic, Munich, Đức                  | 64.400   |
| 1993–94   | Ý           | Milan               | 4–0   | Barcelona                | Tây Ban Nha | Sân vận động Olympic, Athens, Hy Lạp               | 70.000   |
| 1994–95   | Hà Lan      | Ajax                | 1–0   | Milan                    | Ý           | Sân vận động Ernst Happel, Viên, Áo                | 49.730   |
| 1995–96   | Ý           | Juventus            | 1–1*  | Ajax                     | Hà Lan      | Sân vận động Olimpico, Rome, Ý                     | 70.000   |
| 1996–97   | Đức         | Borussia Dortmund   | 3–1   | Juventus                 | Ý           | Sân vận động Olympic, Munich, Đức                  | 59.000   |
| 1997–98   | Tây Ban Nha | Real Madrid         | 1–0   | Juventus                 | Ý           | Amsterdam Arena, Amsterdam, Hà Lan                 | 48.500   |
| 1998–99   | Anh         | Manchester United   | 2–1   | Bayern Munich            | Đức         | Camp Nou, Barcelona, Tây Ban Nha                   | 90.245   |
| 1999–2000 | Tây Ban Nha | Real Madrid         | 3–0   | Valencia                 | Tây Ban Nha | Stade de France, Saint-Denis, Pháp                 | 80.000   |
| 2000–01   | Đức         | Bayern Munich       | 1–1*  | Valencia                 | Tây Ban Nha | Sân vận động San Siro, Milan, Ý                    | 71.500   |
| 2001–02   | Tây Ban Nha | Real Madrid         | 2–1   | Bayer Leverkusen         | Đức         | Hampden Park, Glasgow, Scotland                    | 50.499   |
| 2002–03   | Ý           | Milan               | 0–0*  | Juventus                 | Ý           | Old Trafford, Manchester, Anh                      | 62.315   |
| 2003–04   | Bồ Đào Nha  | Porto               | 3–0   | Monaco                   | Pháp        | Arena AufSchalke, Gelsenkirchen, Đức               | 53.053   |
| 2004–05   | Anh         | Liverpool           | 3–3*  | Milan                    | Ý           | Sân vận động Olympic Atatürk, Istanbul, Thổ Nhĩ Kỳ | 69.000   |
| 2005–06   | Tây Ban Nha | Barcelona           | 2–1   | Arsenal                  | Anh         | Stade de France, Saint-Denis, Pháp                 | 79.610   |
| 2006–07   | Ý           | Milan               | 2–1   | Liverpool                | Anh         | Sân vận động Olympic, Athens, Hy Lạp               | 63.000   |
| 2007–08   | Anh         | Manchester United   | 1–1*  | Chelsea                  | Anh         | Sân vận động Luzhniki, Moscow, Nga                 | 67.310   |
| 2008–09   | Tây Ban Nha | Barcelona           | 2–0   | Manchester United        | Anh         | Sân vận động Olimpico, Rome, Ý                     | 62.467   |
| 2009–10   | Ý           | Inter Milan         | 2–0   | Bayern Munich            | Đức         | Santiago Bernabéu, Madrid, Tây Ban Nha             | 73.490   |
| 2010–11   | Tây Ban Nha | Barcelona           | 3–1   | Manchester United        | Anh         | Sân vận động Wembley, London, Anh                  | 87.695   |
| 2011–12   | Anh         | Chelsea             | 1–1*  | Bayern Munich            | Đức         | Sân vận động Allianz Arena, Munich, Đức            | 62.500   |
| 2012–13   | Đức         | Bayern Munich       | 2–1   | Borussia Dortmund        | Đức         | Sân vận động Wembley, London, Anh                  | 86.298   |
| 2013–14   | Tây Ban Nha | Real Madrid         | 4–1   | Atlético Madrid          | Tây Ban Nha | Sân vận động Ánh sáng, Lisbon, Bồ Đào Nha          | 60.976   |
| 2014–15   | Tây Ban Nha | Barcelona           | 3–1   | Juventus                 | Ý           | Sân vận động Olympic, Berlin, Đức                  | 70.442   |
| 2015–16   | Tây Ban Nha | Real Madrid         | 1–1*  | Atlético Madrid          | Tây Ban Nha | Sân vân động San Siro, Milan, Ý                    | 71.942   |
| 2016–17   | Tây Ban Nha | Real Madrid         | 4–1   | Juventus                 | Ý           | Sân vận động Thiên niên kỷ, Cardiff, Wales         | 65.842   |
| 2017–18   | Tây Ban Nha | Real Madrid         | 3–1   | Liverpool                | Anh         | Sân vận động NSC Olimpiyskiy, Kyiv, Ukraine        | 61.561   |
| 2018–19   | Anh         | Liverpool           | 2–0   | Tottenham Hotspur        | Anh         | Sân vận động Metropolitano, Madrid, Tây Ban Nha    | 63.272   |
| 2019–20   | Đức         | Bayern Munich       | 1–0   | Paris Saint-Germain      | Pháp        | Sân vận động Ánh sáng, Lisbon, Bồ Đào Nha          | 0        |
| 2020–21   | Anh         | Chelsea             | 1–0   | Manchester City          | Anh         | Sân vận động Dragão, Porto, Bồ Đào Nha             | 14.110   |
| 2021–22   | Tây Ban Nha | Real Madrid         | 1–0   | Liverpool                | Anh         | Sân vận động Stade de France, Saint-Denis, Pháp    | 75.000   |
| 2022–23   | Anh         | Manchester City     | 1–0   | Inter Milan              | Ý           | Sân vận động Olympic Atatürk, Istanbul, Thổ Nhĩ Kỳ | 71.412   |
| 2023–24   | Tây Ban Nha | Real Madrid         | 2–0   | Borussia Dortmund        | Đức         | Sân vận động Wembley, London, Anh                  | 86.212   |
| 2024–25   | Pháp        | Paris Saint-Germain | 5–0   | Inter Milan              | Ý           | Allianz Arena, Munich, Đức                         | 64.327   |

| Mùa giải | Quốc gia | Đội vào chung kết | Trận đấu | Đội vào chung kết | Quốc gia | Địa điểm                        |                                 |
| -------- | -------- | ----------------- | -------- | ----------------- | -------- | ------------------------------- | ------------------------------- |
| 2025–26  |          |                   | v        |                   |          | Puskás Aréna, Budapest, Hungary | Puskás Aréna, Budapest, Hungary |

## Thành tích

### Theo câu lạc bộ
| Câu lạc bộ               | Số lần vô địch | Số lần về nhì | Mùa giải vô địch                                                                         | Mùa giải về nhì                          |
| ------------------------ | -------------- | ------------- | ---------------------------------------------------------------------------------------- | ---------------------------------------- |
| Real Madrid              | 15             | 3             | 1956, 1957, 1958, 1959, 1960, 1966, 1998, 2000, 2002, 2014, 2016, 2017, 2018, 2022, 2024 | 1962, 1964, 1981                         |
| Milan                    | 7              | 4             | 1963, 1969, 1989, 1990, 1994, 2003, 2007                                                 | 1958, 1993, 1995, 2005                   |
| Bayern München           | 6              | 5             | 1974, 1975, 1976, 2001, 2013, 2020                                                       | 1982, 1987, 1999, 2010, 2012             |
| Liverpool                | 6              | 4             | 1977, 1978, 1981, 1984, 2005, 2019                                                       | 1985, 2007, 2018, 2022                   |
| Barcelona                | 5              | 3             | 1992, 2006, 2009, 2011, 2015                                                             | 1961, 1986, 1994                         |
| Ajax                     | 4              | 2             | 1971, 1972, 1973, 1995                                                                   | 1969, 1996                               |
| Inter Milan              | 3              | 4             | 1964, 1965, 2010                                                                         | 1967, 1972, 2023, 2025                   |
| Manchester United        | 3              | 2             | 1968, 1999, 2008                                                                         | 2009, 2011                               |
| Juventus                 | 2              | 7             | 1985, 1996                                                                               | 1973, 1983, 1997, 1998, 2003, 2015, 2017 |
| Benfica                  | 2              | 5             | 1961, 1962                                                                               | 1963, 1965, 1968, 1988, 1990             |
| Chelsea                  | 2              | 1             | 2012, 2021                                                                               | 2008                                     |
| Nottingham Forest        | 2              | 0             | 1979, 1980                                                                               | —                                        |
| Porto                    | 2              | 0             | 1987, 2004                                                                               | —                                        |
| Borussia Dortmund        | 1              | 2             | 1997                                                                                     | 2013, 2024                               |
| Celtic                   | 1              | 1             | 1967                                                                                     | 1970                                     |
| Hamburger SV             | 1              | 1             | 1983                                                                                     | 1980                                     |
| Steaua București         | 1              | 1             | 1986                                                                                     | 1989                                     |
| Marseille                | 1              | 1             | 1993                                                                                     | 1991                                     |
| Manchester City          | 1              | 1             | 2023                                                                                     | 2021                                     |
| Paris Saint Germain      | 1              | 1             | 2025                                                                                     | 2020                                     |
| Feyenoord                | 1              | 0             | 1970                                                                                     | —                                        |
| Aston Villa              | 1              | 0             | 1982                                                                                     | —                                        |
| PSV Eindhoven            | 1              | 0             | 1988                                                                                     | —                                        |
| Sao Đỏ Belgrade          | 1              | 0             | 1991                                                                                     | —                                        |
| Atlético Madrid          | 0              | 3             | —                                                                                        | 1974, 2014, 2016                         |
| Reims                    | 0              | 2             | —                                                                                        | 1956, 1959                               |
| Valencia                 | 0              | 2             | —                                                                                        | 2000, 2001                               |
| Fiorentina               | 0              | 1             | —                                                                                        | 1957                                     |
| Eintracht Frankfurt      | 0              | 1             | —                                                                                        | 1960                                     |
| Partizan                 | 0              | 1             | —                                                                                        | 1966                                     |
| Panathinaikos            | 0              | 1             | —                                                                                        | 1971                                     |
| Leeds United             | 0              | 1             | —                                                                                        | 1975                                     |
| Saint-Étienne            | 0              | 1             | —                                                                                        | 1976                                     |
| Borussia Mönchengladbach | 0              | 1             | —                                                                                        | 1977                                     |
| Club Brugge              | 0              | 1             | —                                                                                        | 1978                                     |
| Malmö FF                 | 0              | 1             | —                                                                                        | 1979                                     |
| Roma                     | 0              | 1             | —                                                                                        | 1984                                     |
| Sampdoria                | 0              | 1             | —                                                                                        | 1992                                     |
| Bayer Leverkusen         | 0              | 1             | —                                                                                        | 2002                                     |
| Monaco                   | 0              | 1             | —                                                                                        | 2004                                     |
| Arsenal                  | 0              | 1             | —                                                                                        | 2006                                     |
| Tottenham Hotspur        | 0              | 1             | —                                                                                        | 2019                                     |

### Theo quốc gia
Các câu lạc bộ đến từ 13 quốc gia đã từng đá trận chung kết, trong đó 10 quốc gia có đại diện lên ngôi vô địch. Anh là quốc gia có nhiều đội vô địch nhất với 6 câu lạc bộ từng nâng cao chiếc cúp tai voi. Ý, Đức và Hà Lan – mỗi nước đều có 3 câu lạc bộ từng đăng quang. Tây Ban Nha, Bồ Đào Nha và Pháp – mỗi nước có 2 câu lạc bộ từng giành danh hiệu. Còn lại, Scotland, Romania và Nam Tư – mỗi nước có 1 câu lạc bộ từng đoạt chức vô địch.
| Quốc gia    | Vô địch | Á quân | Tổng cộng |
| ----------- | ------- | ------ | --------- |
| Tây Ban Nha | 20      | 11     | 31        |
| Anh         | 15      | 11     | 26        |
| Ý           | 12      | 18     | 30        |
| Đức         | 8       | 11     | 19        |
| Hà Lan      | 6       | 2      | 8         |
| Bồ Đào Nha  | 4       | 5      | 9         |
| Pháp        | 2       | 6      | 8         |
| România     | 1       | 1      | 2         |
| Scotland    | 1       | 1      | 2         |
| Nam Tư      | 1       | 1      | 2         |
| Bỉ          | 0       | 1      | 1         |
| Hy Lạp      | 0       | 1      | 1         |
| Thụy Điển   | 0       | 1      | 1         |

| Quốc gia    | Các câu lạc bộ vô địch (theo thứ tự lần vô địch đầu tiên)                              | Số lượng đội vô địch |
| ----------- | -------------------------------------------------------------------------------------- | -------------------- |
| Anh         | Manchester United, Liverpool, Nottingham Forest, Aston Villa, Chelsea, Manchester City | 6                    |
| Ý           | Milan, Inter Milan, Juventus                                                           | 3                    |
| Đức         | Bayern Munich, Hamburger SV, Borussia Dortmund                                         | 3                    |
| Hà Lan      | Feyenoord, Ajax, PSV Eindhoven                                                         | 3                    |
| Tây Ban Nha | Real Madrid, Barcelona                                                                 | 2                    |
| Bồ Đào Nha  | Benfica, Porto                                                                         | 2                    |
| Pháp        | Marseille, Paris Saint-Germain                                                         | 2                    |
| Scotland    | Celtic                                                                                 | 1                    |
| Romania     | Steaua București                                                                       | 1                    |
| Nam Tư      | Sao Đỏ Belgrade                                                                        | 1                    |